# Тамручи, Владимир Степанович
Влади́мир Степа́нович Тамручи (Дамручи, Темручи, Дамручян, 20 апреля 1892 года, Баку — 28 октября 1950) — советский военачальник, генерал-лейтенант танковых войск (9 сентября 1941 г.), командующий бронетанковыми войсками Юго-Западного фронта (осень 1941).
Участник Первой мировой войны, штабс-капитан Русской императорской армии. Специалист по бронетанковым войскам. В мае 1942 после поражения Красной Армии под Харьковом был отстранён от командования.
22 мая 1943 года был арестован по обвинению в измене Родине и семь лет находился под следствием в одиночной камере Сухановской тюрьмы; умер в тюрьме  28 октября 1950 года.. После смерти Сталина  дело в отношении Тамручи было прекращено. В 1988 году был реабилитирован (посмертно).

## Биография
Владимир Тамручи родился в Баку, в семье выходцев из Нор-Нахичевана (Нахичевана-на-Дону). Отец — Степан Карпович Демурчан, завершивший военную службу в бакинском пограничном отряде, работал грузчиком. Мать — Александра Ивановна подрабатывала как прачка. Семья жила бедно и чудом уцелела во время армяно-азербайджанской резни 1905 года. Чтобы спастись, родители с сыном перебрались из Баку в Ростов-на-Дону, где Владимир в 16 лет успешно закончил реальное училище. Подрабатывая на местной фабрике, он самостоятельно подготовился и сдал экстерном экзамены за полный курс гимназии. Его мечтой стала военная профессия, он поступил в Тифлисское военное училище, которое закончил в 1914 году. Вчерашний юнкер сразу попал в самое пекло боёв на русско-турецком фронте Первой мировой войны.

### Первая мировая война
Участие в Первой мировой войне Владимир Тамручи начал в чине подпоручика в октябре 1914 г., а завершил в звании капитана.
В марте 1916 года после взятия Эрзурума стал командиром эрзурумской крепостной роты, где был отмечен стойкостью и исключительной храбростью и награждён боевым орденом Святого Георгия 4-й степени.
В сентябре 1916 года направляется в Петроград на подготовительные курсы при Академии Генерального штаба.
В январе 1917 года назначается обер-офицером для поручений штаба  4-го Кавказского армейского корпуса, затем штаб-офицером. В ноябре 1917 года назначен начальником штаба этого корпуса в чине штабс-капитана.

### 1919—1925
В декабре 1919 года Владимир Тамручи поступил на службу в Армянскую национальную армию помощником начальника оперативного отделения Генерального штаба Армении.
К 1920 году большевики в России и кемалисты в Турции смогли упрочить своё положение и заняться решением армянского вопроса. Согласно Севрскому мирному договору, подписанному 10 августа 1920 года, султанская Турция признавала Армению как «свободное и независимое государство» и передавало ей часть Западной Армении. Однако противники султана во главе с Кемаль-пашой отказались ратифицировать договор, подписанный султанскими представителями. Этот отказ спровоцировал армяно-турецкую войну, в результате которой за два месяца были потеряны две трети довоенной территории Армении. Воспользовавшись ослаблением дашнакского правительства, Красная Армия вторглась в Армению. В декабре 1920 года было провозглашена Армянская ССР, позже вошедшая в состав СССР. Сотни тысяч армян, бежавших от геноцида, оказались на Ближнем Востоке, в Греции, Франции и США, дав начало новой эпохи армянской диаспоры. Советская Армения просуществовала до 1991 года, когда Советский Союз распался и была создана нынешняя (третья) Республика Армения.
С декабря 1920 г. — помощник начальника оперативного отделения при штабе командующего войсками Армянской ССР.
С апреля 1921 г. — начальник мобилизационного отдела, затем помощник начальника штаба наркомата по военным делам Армянской ССР, награждённый орденом Красной Звезды Советской Армении. С 26 июня по 9 декабря 1921 г. как военный эксперт участвовал в переговорах с Турцией в составе советской делегации.
С декабря 1921 г. — начальник оперативного отдела штаба отдельной Армянской сводной бригады. С октября 1922 г. — помощник начальника штаба, затем начальник штаба Армянской стрелковой дивизии. С июня 1923 г. — помощник командира гаубичного артиллерийского дивизиона 2-й Кавказской стрелковой дивизии. С августа 1923 г.- начальник канцелярии Управления начальника артиллерии Кавказской Краснознаменной армии. С мая 1924 г. — помощник командира 12-го отдельного полевого артиллерийского дивизиона. С ноября 1924 г. — помощник начальника мотоотдела Начальника снабжения Кавказской армии.

### 1925—1941: Москва
С лета 1925 года — начальник штаба, а затем командир отдельного танкового полка Московского военного округа.
С 1925 года в Москве — доцент и заведующий кафедрой Военной академии имени М. В. Фрунзе, преподаватель Военно-технической и мотомеханизированной академии.
В 1927 году окончил шестимесячные технические курсы. Помощник начальника Ленинградских Курсов усовершенствования командного состава.
В сентябре 1928 года стал помощником начальника Ленинградских бронетанковых курсов усовершенствования и переподготовки командного состава РККА.
С февраля 1931 года — курсант Ленинградского отделения вечернего обучения, затем преподаватель и помощник начальника факультета моторизации и механизации Военно-технической академии РККА.
С июля 1932 года — помощник начальника штаба Военной академии бронетанковых войск имени Сталина (будущая Военная Академия имени Фрунзе). С февраля 1933 года — преподаватель, старший руководитель и начальник кафедры автобронетанковых войск — доцент этой академии. После введения персональных воинских званий присвоено звание полковника. 
В 1939 году назначен начальником кафедры автобронетанковых войск Военной академии РККА имени М. В. Фрунзе. 5 февраля 1939 года присвоено звание комбрига.
4 июня 1940 года присвоено звание генерал-майора танковых войск. 8 августа 1940 года назначен заместителем главного инспектора бронетанковых войск Красной Армии.

### Великая Отечественная война
С весны 1941 года — начальник штаба 22-го механизированного корпуса, место дислокации — Ровно.
На второй день войны, после ранения командира корпуса генерал-майора С. М. Кондрусева, принимает командование на себя.
22 июля 1941 г. за умелое руководство боевыми действиями был награжден орденом Ленина, а через несколько дней (28 июля) был выдвинут на должность заместителя командующего Юго-Западным фронтом по автобронетанковым войскам.
9 сентября 1941 года ему присваивается звание генерал-лейтенанта танковых войск.
Осенью 1941 года Тамручи назначен командующим бронетанковыми войсками Юго-Западного фронта.
В мае 1942 года — после поражения Красной Армии под Харьковом был отстранен от командования, направлен на преподавательскую работу в военно-учебных заведениях. 
Известно о его письме И. В. Сталину по поводу харьковской трагедии. В личном деле генерал-лейтенанта танковых войск В. С. Тамурчи в Центральном архиве министерства обороны РФ имеется интересный факт. Жена Владимира Степановича Нина Степановна Хохлова имела младшую сестру - Хохлова, Ольга Степановна, которая проживала в Париже и была замужем за известным художником Пикассо, Пабло.
22 мая 1943 года был арестован и семь лет находился под следствием в одиночной камере Сухановской тюрьмы. Следствие предъявляло ему обвинения в том, что ещё с 1926 года он состоял в троцкистской оппозиции, позднее «во враждебном духе критиковал проводимые Советской властью мероприятия и клеветал на руководителей партии и правительства», после начала войны утверждал, что поражения Красной Армии есть следствие репрессий командных кадров в 1937-1938 годах и обвинял руководителей СССР в том, что они не подготовили страну к обороне.
Умер в тюрьме под следствием 28 октября 1950 года.
5 августа 1953 года дело в отношении генерал-лейтенанта Владимира Степановича Тамручи было прекращено. В 1988 году был посмертно реабилитирован.

## Награды
- Орден Святого Георгия IV степени (1916)
- Орден Ленина (22 июля 1941) — за образцовое выполнение боевых заданий Командования на фронте борьбы с германским фашизмом
- Орден Красной Звезды Армянской ССР (1921)[2]